# モニュメント駅 (マニラ・ライトレール)
モニュメント駅（モニュメントえき、英語 : Monumento LRT Station）は、マニラのカローカン市にあるマニラ・ライトレール・トランジット・システム (Manila LRT)  LRT-1線（グリーンライン）の駅｡

## 駅構造
相対式ホーム2面2線を有する高架駅である。

## 駅周辺
- 学校
  - Manila Central University
  - University of the East Caloocan
  - St. Gabriel Academy
  - Philippine Cultural College Annex
  - Caloocan City Science High School
- 買い物
  - Victory Central Mall
  - Araneta Square Mall
  - Puregold Monumento
  - Parco Supermarket
- その他
  - Monumento Circle